# Albertisia glabra
Albertisia glabra är en tvåhjärtbladig växtart som först beskrevs av Friedrich Ludwig Diels och Georges M.D.J. Troupin, och fick sitt nu gällande namn av Lewis Leonard Forman. Albertisia glabra ingår i släktet Albertisia och familjen Menispermaceae. Inga underarter finns listade i Catalogue of Life.